# Lenne (Baixa Saxônia)
Lenne é um município da Alemanha localizado no distrito de Holzminden, estado da Baixa Saxônia.
Pertence ao Samtgemeinde de Stadtoldendorf.